# Astronia papuana
Astronia papuana är en tvåhjärtbladig växtart som beskrevs av Célestin Alfred Cogniaux. Astronia papuana ingår i släktet Astronia och familjen Melastomataceae. Inga underarter finns listade i Catalogue of Life.